# Маланюк, Евгений Филимонович
Евге́ний Филимо́нович Маланю́к (укр. Євген Філімонович Маланюк; 1 февраля 1897, Новоархангельск, Херсонская губерния — 16 февраля 1968, Нью-Йорк, Нью-Йорк) — украинский поэт, публицист, литературный критик, бывший сотник армии УНР.

## Биография
Родился Евгений Маланюк в селе Новоархангельское, Херсонской губернии, в украинской семье сельских обывателей. Его отец, Филимон Васильевич, был учителем, а затем поверенным в местном суде, увлекался просветительской деятельностью, был режиссёром любительских театральных постановок, пел в церковном хоре, печатался в журналах, выступал инициатором открытия гимназии. Мать, Гликерия Яковлевна, была дочерью военнослужащего Стоянова из рода черногорцев, осевших на землях Новой Сербии.
Учился в начальной школе в своём селе. Как и его младшие братья, Онисим и Сергей, отличался большими способностями к наукам. Продолжил образование в Елисаветградском земском реальном училище. Обучение в подготовительном классе закончил с отличными результатами и впоследствии был освобождён от оплаты, чем облегчил судьбу малообеспеченной семьи. Стал стипендиатом Елисаветградского земства. В тринадцатилетнем возрасте начал сочинять стихи.
В 1914 году поступил в Санкт-Петербургский политехнический институт, однако началась Первая мировая война, и осенью того же года Евгений Маланюк добровольно, на правах вольноопределяющегося, поступил на службу в Русскую императорскую армию. В августе 1915 года был направлен на учёбу в Киевское Константиновское военное училище, 4-х месячный ускоренный курс которого окончил в декабре 1915 года и в январе 1916 года произведен в прапорщики армейской пехоты. В течение нескольких месяцев служил в 39-м пехотном запасном батальоне во Владимирской губернии, а с августа 1916 года — в прикомандировании ко 2-му Туркестанскому стрелковому полку 1-й Туркестанской стрелковой дивизии, действовавшей на Юго-Западном фронте (на Волыни). Был в должности младшего офицера 4-й роты, затем переведен во 2-ю пулемётную команду полка. Принимал участие в боевых действиях.
В 1917 году произведен в подпоручики, затем в поручики. С осени 1917 года был прикомандирован к штабу 1-й Туркестанской стрелковой дивизии (начальником штаба дивизии в то время был подполковник Евгений Мешковский), служил в штабе дивизии адъютантом.
В конце 1917 года, после свершившейся Октябрьской революции 1917 года, совместно с начальником штаба дивизии подполковником Мешковским, принял активное участие в украинском национальном движении в армии. С февраля 1918 года находился в Луцке, в распоряжении уполномоченного украинской Центральной рады.
С апреля 1918 года Евгений Маланюк служил в Киеве, в Генеральном штабе вооружённых сил Украинской державы, — временно исполнял должность обер-офицера оперативного отдела Главного управления Генерального штаба, в 1919 году в чине сотника служил в штабе действующей армии, был адъютантом у генерала Василия Тютюнника, командовавшего действующей Надднепрянской армией УНР.
С декабря 1919 по май 1920 года находился в плену у поляков (в Ровно, затем в лагере Ланцут). По освобождении из лагерей, с июня того же года прикомандирован к штабу 4-й запасной бригады армии УНР, восстановленной поляками и воевавшей в ходе советско-польской войны с Красной армией на стороне поляков.
В ноябре 1920 года, после трёх лет отчаянных сражений за украинскую государственность, вместе с тысячами других защитников УНР оказался в польских лагерях для интернированных (находился в лагере вблизи города Калиша). В лагере, вместе с Юрием Дараганом, Николаем Чирским, Максимом Гривой (Загривным), издавал на гектографе для интернированных украинских воинов журнал «Радуга» (1922—1923), на страницах которого увидели свет его первые стихи. В 1923 году вместе с Михаилом Селегием и Михаилом Осыкой выпустил небольшой поэтический сборник «Озимь».
Осенью 1923 года, по освобождении из польских лагерей, перебрался в Чехословакию, где окончил гидротехническое отделение инженерного факультета Украинской хозяйственной академии в Подебрадах. Некоторое время входил в состав Лиги украинских националистов (ЛУН), сотрудничал в журнале этой организации «Государственная нация». Принимал участие в многочисленных литературно-художественных вечерах, дискуссиях в Подебрадах и Праге, где сдружился с Леонидом Мосендзом, Олегом Ольжичем, Еленой Телигой, Олексой Стефановичем, Оксаной Лятуринской.
В 1925 году в Подебрадах познакомился со студенткой медицины Зоей Равич (с Полтавщины) и вскоре они поженились (помолвка состоялась 5 июля, а венчание 12 августа в церкви Святого Николая в Праге). Однако в 1929 году супруги расстались: Евгений, окончив академию, подался на заработки в Варшаву, а Зоя осталась учиться в Праге.
В 1920-х годах плодотворно сотрудничал с львовским журналом «Литературно-научный вестник» (с 1932 — «Вестник»), редактором которого был известный политик, критик, литературовед Дмитрий Донцов. Был лидером организованной в Варшаве литературной группы «Танк», в которую входили Ю. Липа, Е. Телига, П. Зайцев, Н. Левицкая-Холодная, А. Коломиец, Ю. Косач и др. С преобразованием «Танка» в группу «Мы» и основанием одноимённого журнала, породившего острую полемику с Дмитрием Донцовым, разорвал связи с группой и возобновил сотрудничество с «Вестником».
В Варшаве он начал работать инженером. Там же в Варшаве основал литературную группу «Мы». Принимал активное участие в общественно-политической жизни.
В Варшаве встретился с сотрудницей чешского посольства Богумилой Савицкой, ставшей его второй женой. В 1933 году у супругов родился сын Богдан. Вторая мировая война нарушила семейную идиллию. Богумила всё чаще выезжала с сыном к родным в Прагу, а Евгений подрабатывал, где мог: учителем в Варшавской православной семинарии, переводчиком текстов к кинохроникам, часто жил впроголодь.
В 1939 году принимал участие в обороне Варшавы от немецких войск.
После вступления советских войск на территорию Польши вынужден был эмигрировать вторично. Перспектива жизни в лагерях для перемещённых лиц не устраивала Богумилу, поэтому супруги оформили развод. Работал лифтёром, преподавателем математики в немецком городе Регенсбурге, в лагере для беженцев в американской зоне оккупации. От активной литературной деятельности отошёл.
В июне 1949 года переехал в США, поселился на окраине Нью-Йорка. Вначале трудился по рабочим специальностям, затем, до выхода на пенсию в 1962 году, — в инженерном бюро. С 1958 года — почётный председатель объединения украинских писателей «Слово».
Умер в 1968 году. Похоронен на украинском православном кладбище в городке Саут-Баунд-Брук в штате Нью-Джерси.